# هری آگومبار
هری آگومبار (انگلیسی: Harry Agombar؛ زادهٔ ۱۲ ژوئیهٔ ۱۹۹۲) بازیکن فوتبال اهل بریتانیا است که در پست هافبک بازی می‌کرد.
از باشگاه‌هایی که در آن بازی کرده است می‌توان به باشگاه فوتبال هرفورد یونایتد، باشگاه فوتبال هیستون، باشگاه فوتبال سوئیندون تاون، باشگاه فوتبال مکلسفیلد تاون، باشگاه فوتبال تاروک، باشگاه فوتبال بارنت، و باشگاه فوتبال گرایس اتلتیک اشاره کرد.